# El secreto del mal
El secreto del mal es el cuarto libro de cuentos, y el segundo de manera póstuma, del escritor chileno Roberto Bolaño (1953-2003), publicado en 2007 por la Editorial Anagrama en Barcelona, España, misma ciudad en la que el autor falleció a la edad de 50 años.
Este libro fue publicado el mismo año que el libro de poemas La Universidad Desconocida, coincidiendo también con el lanzamiento de Los detectives salvajes en Estados Unidos. El orden de los cuentos fue determinado por los editores.
Como es lo usual en la obra del autor, el libro incluye también algunos ensayos y discursos de conferencias.

## Estructura
El libro es una recopilación de 19 cuentos breves y esbozos narrativos, seleccionados por el asesor de albacea de Bolaño, el crítico español Ignacio Echevarría, de entre más de cincuenta archivos con textos que se encontraban en el computador del autor luego de su muerte, y que incluían contenido ya publicado, así como nuevos proyectos de poemas, cuentos y novelas. Una nota preliminar escrita en el libro por Echeverría, explica la procedencia de cada cuento, y además aclara que la manera de escribir de Bolaño, así como la costumbre de titularlas desde un comienzo, e incluso asignarles dedicatoria, hacen a veces difícil de discernir cuál de los cuentos está realmente acabado y cuál no.
Uno de los últimos archivos editado por el autor, llamado «BAIRES» y que en su contenido tenía como título «Nuevos cuentos», llevaba una dedicatoria a sus hijos Lautaro y Alexandra, que fue mantenida en este libro. El título «El secreto del mal» corresponde al de uno de los cuentos contenidos en «BAIRES». De este archivo proceden los textos «El provocador», «La gira», «La habitación de al lado», «Derivas de la pesada», «El hijo del coronel», «Sabios de Sodoma», «El secreto del mal» y «Sevilla me mata» (en ese orden).
De otro archivo llamado «STORIX» proceden «No sé leer» (autobiográfico), «Laberinto», «Daniela», «Muerte de Ulises» (que alude a Ulises Lima, trasunto de Mario Santiago Papasquiaro, y donde utiliza su alter ego Arturo Belano), «Bronceado», «La colonia Lindavista», «Playa», «El viejo de la montaña», «Las Jornadas del Caos» y «Crímenes».
Del archivo «STOREC» proviene «Sabios de Sodoma», correspondiente a dos textos bajo el mismo título pero ambos escritos con varios años de diferencia; y del archivo «MUSCLE», el proyecto titulado «Músculos», que quizás se tratase de un antiguo borrador de su libro Una novelita lumpen (2002). El orden de los cuentos fue determinado por los editores.
Los textos «Derivas de la pesada», «Sevilla me mata» y «Playa», los dos primeros pertenecientes al género discursivo, aparecieron anteriormente en su libro póstumo Entre paréntesis (2004).

## Contenido
1. La colonia Lindavista
2. El secreto del mal
3. El viejo de la montaña
4. El hijo del coronel
5. Sabios de Sodoma
6. La habitación de al lado
7. Laberinto
8. Derivas de la pesada
9. Crímenes
10. No sé leer
11. Playa
12. Músculos
13. La gira
14. Daniela
15. Bronceado
16. Muerte de Ulises
17. El provocador
18. Sevilla me mata
19. Las Jornadas del Caos

## Recepción y crítica
En junio de 2007, el escritor y periodista Rodrigo Fresán publicó en Letras Libres una positiva reseña tanto de esta obra como de La Universidad Desconocida. Para Fresán, en El secreto del mal «Bolaño emociona con el mismo tipo de alegría melancólica que, digamos, alguna vez nos produjeron los reencuentros con Philip Marlowe o Antoine Doinel o el Corto Maltés». Además comentó que este libro es «muy superior a El gaucho insufrible y con momentos a la altura de lo mejor de Llamadas telefónicas y Putas asesinas».